# Новотепловська сільська рада
Новоте́пловська сільська рада (рос. Новотёпловский сельский совет) — сільське поселення у складі Бузулуцького району Оренбурзької області Росії.
Адміністративний центр — село Нова Тепловка.

## Історія
2005 року була ліквідована Старотепловська сільська рада (село Стара Тепловка, селище Гремучий), територія приєднана до складу Новотепловської сільради.

## Населення
Населення — 421 особа (2019; 489 в 2010, 611 у 2002).

## Склад
До складу сільської ради входять:
| Населений пункт      | Населення, осіб (2002) | Населення, осіб (2010) |
| -------------------- | ---------------------- | ---------------------- |
| Гремучий, селище     | 1                      | 1                      |
| Нова Тепловка, село  | 392                    | 336                    |
| Стара Тепловка, село | 218                    | 152                    |